# Максимилиан III Австрийски
Максимилиан III Австрийски или Максимилиан III фон Хабсбург (на немски: Maximilian III, der Deutschmeister) * 12 октомври 1558 Винер Нойщат, † 2 ноември 1618, Виена) е ерцхерцог на Австрия, е четиридесет и вторият велик магистър на рицарите от Тевтонския орден (1590 – 1618), администратор на Прусия, регент във Вътрешна Австрия и на Тирол.
Той е четвъртият син на император Максимилиан II и съпругата му Мария Испанска.
От 1585 г. той е в Тевтонски орден и от 1590 г. е велик магистър на немския Тевтонски орден и администратор на Прусия.
Той е избран през 1587 г. за крал на Полша, губи обаче в полза на Сигизмунд III Васа. Когато прави опит да разреши проблема военно, войската му е победена от войниците на поляка Ян Замойски и попада в плен. С помощта на папа Сикст V е освободен и през 1589 г. се отказва от полската корона.
От 1593 до 1595 г. той е регент във Вътрешна Австрия за малолетния ерцхерцог ерцхерцог Фердинанд, и след това от 1602 до 1618 г. в Източна Австрия (Тирол) за Леополд V.
През 1606 г. той издава подновена правова книга за Немския орден. Гробът на Максмилиан III се намира в катедралата на Инсбрук.